# Boys (셔를스의 노래)
〈Boys〉는 루더 딕슨과 웨스 파렐이 쓰고 원래 셔를스가 녹음해 싱글 〈Will You Love Me Tomorrow〉의 B면에 수록해 1960년 11월 발표했다. 그 뒤 영국의 록 밴드 비틀즈가 자신들의 첫 정규 음반 《Please Please Me》 (1963)에 커버하여 수록했다.

## 비틀즈 버전
〈Boys〉는 캐번 클럽에서 연주하던 당시에도 드러머 전용 노래였는데, 이때는 피트 베스트가 불렀다. 공교롭게도 당시 로리 스톰 앤 더 허리케인스 소속의 스타가 부르기도 한 곡이었고, 실라 블랙도 그와 함께 마이크를 함께 쓰며 부르곤 했다. 피트는 자신만의 버전을 1965년 발표했다.
이 버전은 레이 찰스의 히트곡 〈What'd I Say〉와 많은 유사점이 있는데, 특히 코러스 부분에서 현저하다. 1963년 2월 11일, 비틀즈는 《Please Please Me》를 위해 10에서 14테이크 정도를 녹음했다. 이들은 셔를스의 〈Baby It's You〉를 추가로 녹음해 싣기로 결정했다. 이들은 곡을 애비 로드 스튜디오에서 단 한 테이크로 녹음을 끝냈다. 처음으로 링고 스타의 리드 보컬이 녹음돼 비틀즈의 첫 정규 음반의 다섯 번째 트랙으로 사용됐다.
비틀즈는 소년(Boys)에 대해 노래를 불러서 생기는 동성애적 저의를 고려하지 않고 또한 논의하지도 않았으나, 셔를스 버전에서 나타나는 성별 대명사는 약간 바꿨다. (예를 들어 "My girl says when I kiss her lips...") 2005년 인터뷰에서 폴 매카트니는 말했다. "우리 중 누구나 관객을 끌어모을 수 있었습니다. 링고가 'Boys'를 부르면 관객들은 환호했지요. 그리고 아주 굉장했어요. 그런데 그 곡에 대해 깊게 파고들어 보자면, 그건 완전한 소녀용 노래입니다. 'I talk about boys now!' 아니면 게이 노래가 될 수도 있죠. 하지만 그런 건 신경쓰지 않았어요. 그저 훌륭한 곡일 뿐이었거든요. 제 생각에 그런 게 어릴 적 품던 생각인 거 같아요. 당신은 뭐 크게 신경쓰지 않겠지만, 그 시절이 무척이나 좋았어요." 그는 《비틀즈 앤솔로지》에서 또한 언급한다. "링고는 공연에서 언제나 곡 하나씩을 부르고는 했습니다. 당시 그는 'Boys'를 선택했는데, 조금 부끄럽기도 했습니다. 왜냐면 이렇게 시작하거든요. 'I'm talking about boys - yeah, yeah - boys'. 셔를스의 히트곡인데 부르는 사람은 여성이에요. 하지만 단지 링고가 소년이라는 이유로 소녀로 바꿀 생각은 없었어요. 우리는 그저 그들이 부른대로 우리도 따라한 것이라 아무런 함축도 존재하지 않아요."

## 참여 인원
- 링고 스타 – 보컬, 드럼
- 존 레논 – 리듬 기타, 백 보컬
- 폴 매카트니 – 베이스, 백 보컬
- 조지 해리슨 –리드 기타, 백 보컬

노먼 스미스가 엔지니어로 참여
이언 맥도널드 제공